# Четыре драгоценности рабочего кабинета

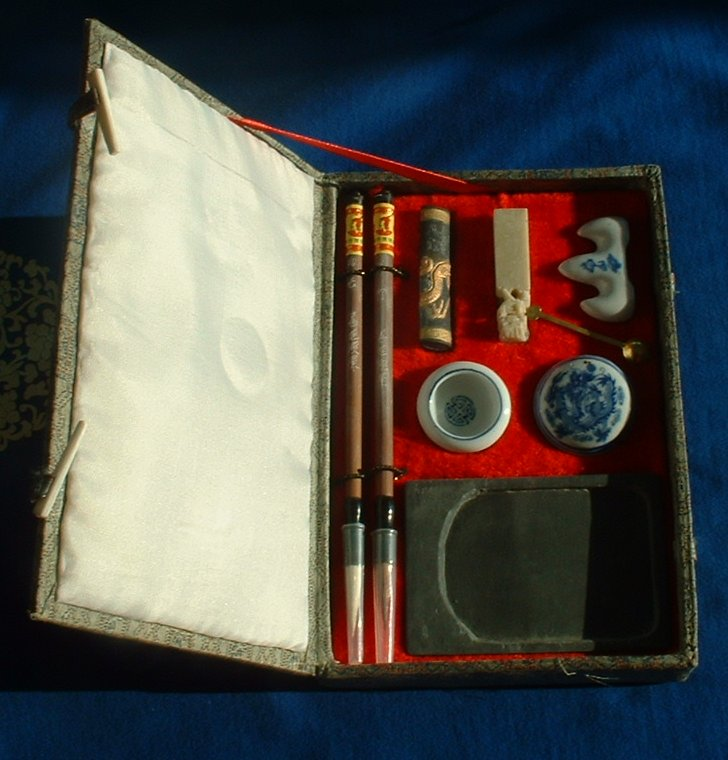
Набор для занятий каллиграфией

Четыре драгоценности рабочего кабинета (кит. упр. 文房四宝, пиньинь wénfáng sìbǎo, палл. вэньфан сыбао) — широко распространенное в Китае образное выражение: под четырьмя драгоценностями подразумеваются кисть, бумага, тушь и тушечница. Эти предметы считались символами просвещенного человека и были необходимы для подготовки к имперским экзаменам кэцзюй, приносящим богатство и общественное признание. Как маркеры статуса, они имели не только практическое, но и ритуальное значение.
Появление термина восходит к эпохе Северных и Южных Династий (420—589).
В эпоху Южной Тан самыми известными принадлежностями для занятия каллиграфией считались тушь мастера Ли Тингуя из Хуэйчжоу (徽州李廷珪墨), кисти рода Чжугэ (诸葛笔), тушечницы из Лунвэя (龙尾砚) и бумага «Зал Чэнсинтан» (澄心堂纸).